# Louis-Philippe Pigeon
Pour les articles homonymes, voir Pigeon (homonymie).
Louis-Philippe Pigeon O.Q., C.C., né le 8 février 1905 à Henryville et mort le 23 février 1986 à l'âge de 81 ans, est un avocat et juge québécois.

## Biographie
Après avoir fait son cours classique au petit séminaire de Québec. Il fit ses études de droit à la faculté de droit de l’Université Laval. Admis au Barreau du Québec en 1928, il fit partie  du cabinet St-Laurent, Gagné, Devlin et Taschereau dirigé par Me Louis St-Laurent, futur Premier ministre du Canada. Il a été professeur de droit à l'Université Laval (1942-1967). De 1940 à 1944, il fut conseiller juridique d'Adélard Godbout et rédigea la loi qui créa Hydro-Québec qui précise la possibilité d'acheter des actions de toutes compagnies détenant des forces hydrauliques, facilitant la deuxième nationalisation, ainsi que l'entente avec Churchill Falls. Il fut également conseiller juridique du premier ministre Jean Lesage (1960-1966).
En qualité de conseiller juridique de Jean Lesage il put exercer son contrôle sur le sort sur le projet de loi sur la gestion des archives publiques du Gouvernement du Québec.[réf. nécessaire]
Il a été juge à la Cour suprême du Canada de 1967 à 1980.
Son fils Jacques Pigeon a été recruté par Jean Marchand à Ottawa comme chef de cabinet en octobre 1967 et ensuite assistant exécutif. La femme de Jacques était la fille de Raoul Jobin, attaché culturel de la Délégation générale du Québec à partir de fin mai 1970.
Il a donné son nom au journal des étudiants de la Faculté de droit de l'Université de Montréal, Le Pigeon dissident. Ce nom vient du fait qu'alors qu'il siégeait à la Cour suprême, il signait souvent des opinions dissidentes, reconnues comme très fouillées.
L'un de ses jugements dissidents les plus connus est celui de l'arrêt R. c. Drybones.

## Honneurs
- 1980 -  Compagnon de l'Ordre du Canada
- 1985 - Officier de l'Ordre national du Québec
- Doctorats honorifiques des universités Laval, d'Ottawa et Bishop's.
- Le bâtiment abritant le Ministère de la Justice du Québec à Québec est appelé édifice Louis-Philippe-Pigeon[3]